# Santorini
Santorini (grč:Σαντορίνη), poznat kao Tira i Tera, jedan je od najljepših grčkih otoka, a smješten je u južnom Egejskom moru, 200 km jugoistočno od grčkog kopna te pripada skupini Ciklada.
Otok, koji je praktički kaldera, današnji izgled duguje erupciji vulkana.
Otok je mjesto jedne od najvećih zabilježenih erupcija u ljudskoj povijesti, tzv. minojske erupcije. Ta se erupcija dogodila približno 1600. pr. Kr. kada je na Kreti cvjetala minojska civilizacija. Druge legende pak govore da je na području današnjeg Santorinija bila možda čak i drevna (ali nikad dokazana) Atlantida. Kako opisuje starogrčki filozof Platon, Atlantida je uništena i potopljena, te neki vjeruju kako je Atlantidu izbrisala upravo ova vulkanska erupcija.

## Ime
Santoriniju su ime dali u 13. stoljeću po crkvi svete Irene. Prije toga otok je bio poznat pod imenima Kallístē (najljepši), Strongýlē (okrugli) i Tera.

## Geološka povijest
Cijelo otočje Cikladi dio su metamorfnog kompleksa zvanog Cikladski masiv. Kompleks se formirao tijekom miocena, a faza je završila tijekom alpske orogeneze prije 60 milijuna godina. Otok je vulkanskog podrijetla, a smješten je na mjestu gdje se Afrička ploča podvlači pod Euroazijsku. Unutrašnji dio otoka je kaldera čiji vrhovi iznad vode dosežu visinu i do 300 metara.

## Klima
Iako bi trebao imati sredozemnu klimu kao ostali dio Europe smješten na Sredozemlju ili na njegovim rubnim morima, otok Santorini zajedno s otokom Anafijem, prema Köppenovoj klasifikaciji, ima stepsku klimu.

## Povijest
Za otok je izuzetno važno razdoblje kasnog neolita i mlađeg brončanog doba, razdoblje koje zovemo cikladska kultura, koja je povezana s minojskom kulturom. Cikladska kultura je nestala poslije velike erupcije vulkana, koji uništio veći dio otoka.
Tijekom klasičnog perioda stare Grčke Cikladi su bili niz malih, ali značajnih grčkih polisa. U to doba osobito se isticao Delski savez. Nakon toga Cikladima vlada Rimsko Carstvo, a potom Bizant.
Nakon križarskog osvajanja Konstantinopolisa, 1204. g. Santorini dolazi pod vlast Mlečana, pod kojima ostaje do sredine XVI. st. Duga vladavina Mlečana, ostavila je traga u arhitekturi i religiji, tako da na otocima postoji velika zajednica grkokatolika, osobito na otocima Sirosu i Tinosu. Nakon pada otoka pod otomansku vlast, Cikladi su i dalje zadržali neku vrst autonomije i razvijali se neovisno o većem dijelu matice zemlje. Danas su otoci jedna od najvažnijih turističkih destinacija Grčke, zbog čega imaju porast broja stanovnika.
Hoteli su uglavnom smješteni na istočnoj strani otoka, u Kamariju, dok je na zapadnoj strani, na 300 m visokoj litici, gradić Thira koji očarava svjetski poznatim plavo-bijelim izgledom i veličanstvenim pogledom. Tu je i slikovito selo Oia, okarakterizirano kao najljepše turističko selo na svijetu. Glavni grad otoka Santorinija je Firá. Santorini je poznat i po svojim nadaleko čuvenim vinima.

## Vanjske poveznice
|  | Zajednički poslužitelj ima još gradiva o temi Santorini |